# Ярославский аэроклуб
Ярославский аэроклуб — один из старейших в России. Полное название: Ярославский областной АСК ДОСААФ России. Базируется на аэродроме Карачиха, расположенном на западной окраине Ярославля в одноимённом посёлке.

## История
Создан по решению областного совета Осоавиахима в 1933 году, стал готовить лётчиков, парашютистов, планеристов.
В годы Великой Отечественной войны воспитанники аэроклуба с честью защищали Родину. Четырнадцать из них удостоены звания Героя Советского Союза:
- Артемьев Фёдор Поликарпович
- Балдин Анатолий Михайлович
- Бахвалов Василий Петрович
- Докучалов Павел Семёнович
- Жуков Михаил Петрович
- Карабулин Николай Михайлович
- Коптев Михаил Иванович
- Кривов Николай Александрович
- Майков Николай Иванович
- Перминов Иван Александрович
- Селиверстов Фёдор Петрович
- Соловьёв Виталий Ефимович
- Щапов Борис Дмитриевич
- Якурнов Иван Федотович

В мирное время это звание получила первая женщина-космонавт Терешкова Валентина Владимировна.